# Parisiana (Tailleferre)
Pour l’article homonyme, voir Parisiana.
Parisiana est un ballet de Germaine Tailleferre, écrit en 1953.

## Contexte et création
Germaine Tailleferre compose la musique du ballet Parisiana en 1953.